# Henrik Grönvold
 Henrik Grönvold (Præstø in Denemarken, 6 september 1858 – Bedford, 23 maart 1940) was een Deens/Engelse illustrator en natuuronderzoeker. Hij werd vooral bekend om zijn illustraties van vogels. Hij was een van de laatste illustratoren die gebruik maakte van de lithografie.

## Biografie
Grönvold was sinds zijn jeugdjaren geïnteresseerd in natuurlijke historie, kunst en natuur. Hij volgde een opleiding als tekenaar in Kopenhagen en werkte eerst als tekenaar bij de artillerie van de Deense krijgsmacht en als illustrator bij het biologisch onderzoekstation van Kopenhagen. In 1892 verliet hij Denemarken met het plan om naar de Verenigde Staten te emigreren. Tijdens een oponthoud in Londen, kreeg hij een baantje bij het Natural History Museum waar hij anatomische objecten (specimens) moest prepareren. Hij bleef in Londen en zijn echtgenote volgde hem een jaar later.
Grönvold werd een vakbekwaam preparateur en vestigde tevens zijn reputatie als beeldend kunstenaar. Hij kreeg een aanstelling bij het museum tot 1895 en hij vergezelde de Schotse vogelkundige William Robert Ogilvie-Grant naar de Ilhas Selvagens, een kleine archipel in de noordelijke Atlantische Oceaan tussen Madeira en de Canarische Eilanden. Daarna werkte hij nog tientallen jaren voor het museum zonder formele aanstelling. Hij bleef in Londen en verliet alleen in 1910 de stad voor het International Ornithological Congress in Berlijn.
Grönvolds afbeeldingen verschenen voornamelijk in wetenschappelijke tijdschriften zoals de Proceedings and Transactions of the Zoological Society, Ibis en Avicultural Magazine. In deze tijdschriften maakte hij de platen bij artikelen van onder anderen William Ogilvie-Grant, George Albert Boulenger en Oldfield Thomas. Hij voltooide een groot aantal platen voor Lionel Walter Rothschild die verschenen in Novitates Zoologicae. Grönvold illustreerde meestal vogels, hun eieren, zeldzame vogels en pas ontdekte vogelsoorten in diverse werelddelen. Hij werkte meestal met steendrukken. Hij maakte platen van onder andere de eieren van de uitgestorven reuzenalk  (Pinguinus impennis) in een artikel van  Alfred Newton. Hij maakte ook afbeeldingen van zoogdieren voor de collectie van het Natural History Museum en een verzameling olieverfschilderijen van mensapen voor Walter Rothschild. Bovendien illustreerde hij boeken zoals George Shelleys Birds of Africa waarin 57 plaatjes waaronder illustraties van soorten die niet eerder waren afgebeeld. Hij illustreerde meer dan tien boeken over vogels, de meeste boeken verschenen in meerdere delen, zoals de The Birds of Australia in 12 delen, waaraan hij samen met John Gerrard Keulemans werkte.
Een ondersoort van de roodnekleeuwerik (Mirafra africana henrici) is in 1930 door George Latimer Bates als eerbetoon aan Henrik Grönvold vernoemd.
Hij stierf in 1940 in Engeland. Zijn vrouw Josefine overleefde hem en zijn dochter Elsa werd een gewaardeerd portretschilder.

## Publicaties met illustraties
(Online beschikbaar in de Biodiversity Heritage Library)
- The birds of Africa, comprising all the species which occur in the Ethiopian region (5 delen)
- The Birds of Australia (11 delen, samen met John Gerrard Keulemans)
- The birds of British Guiana : based on the collection of Frederick Vavasour McConnell (2 delen)
- Birds of Great Britain and Ireland, Order Passeres
- Birds of La Plata (2 delen)
- The birds of South America (2 delen)
- The British warblers (9 delen)
- A monograph of the pheasants (4 delen)
- A natural history of the ducks (3 delen)
- Skandinaviens fugle, med særligt hensyn til Danmark og de nordlige bilande.

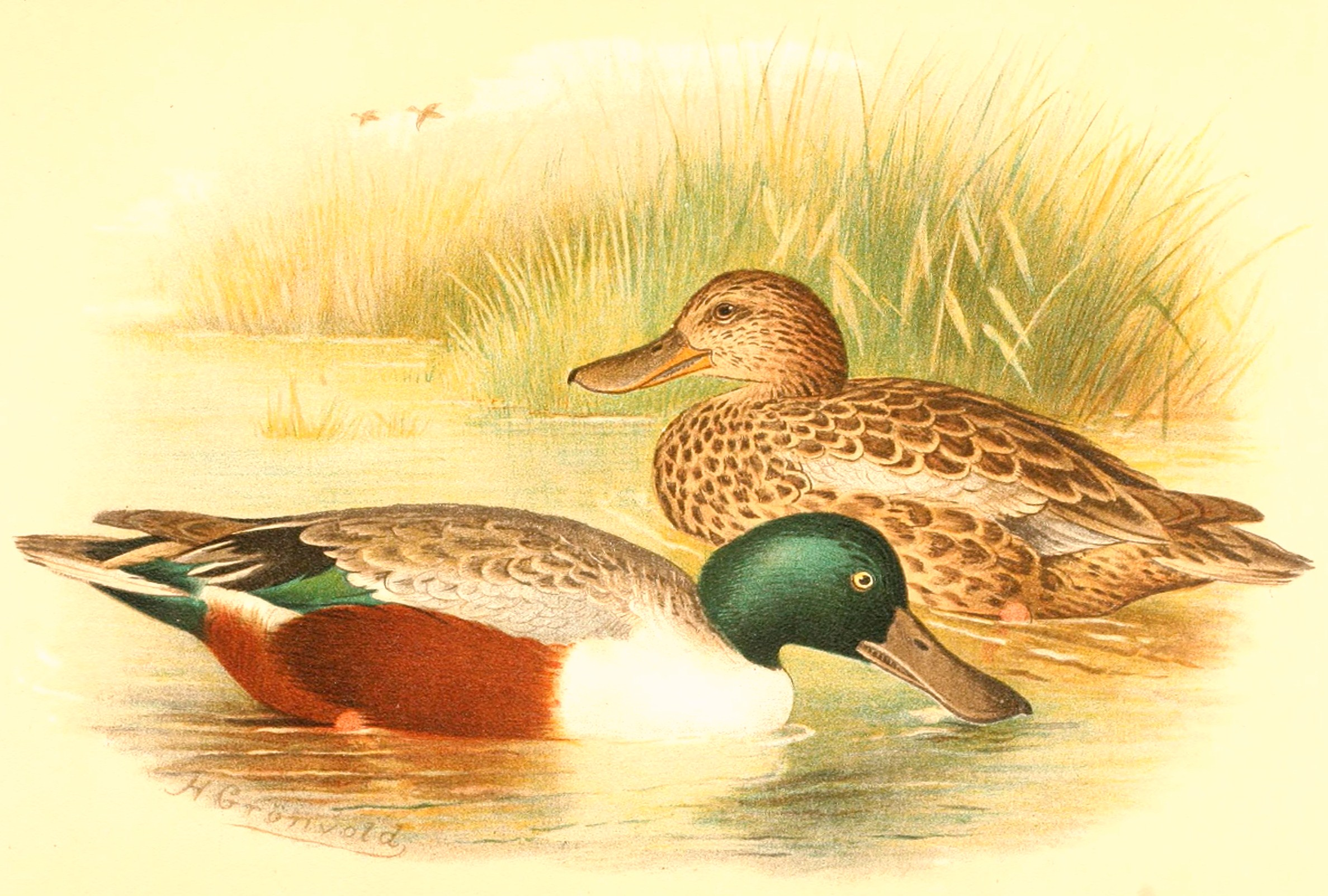
Slobeend
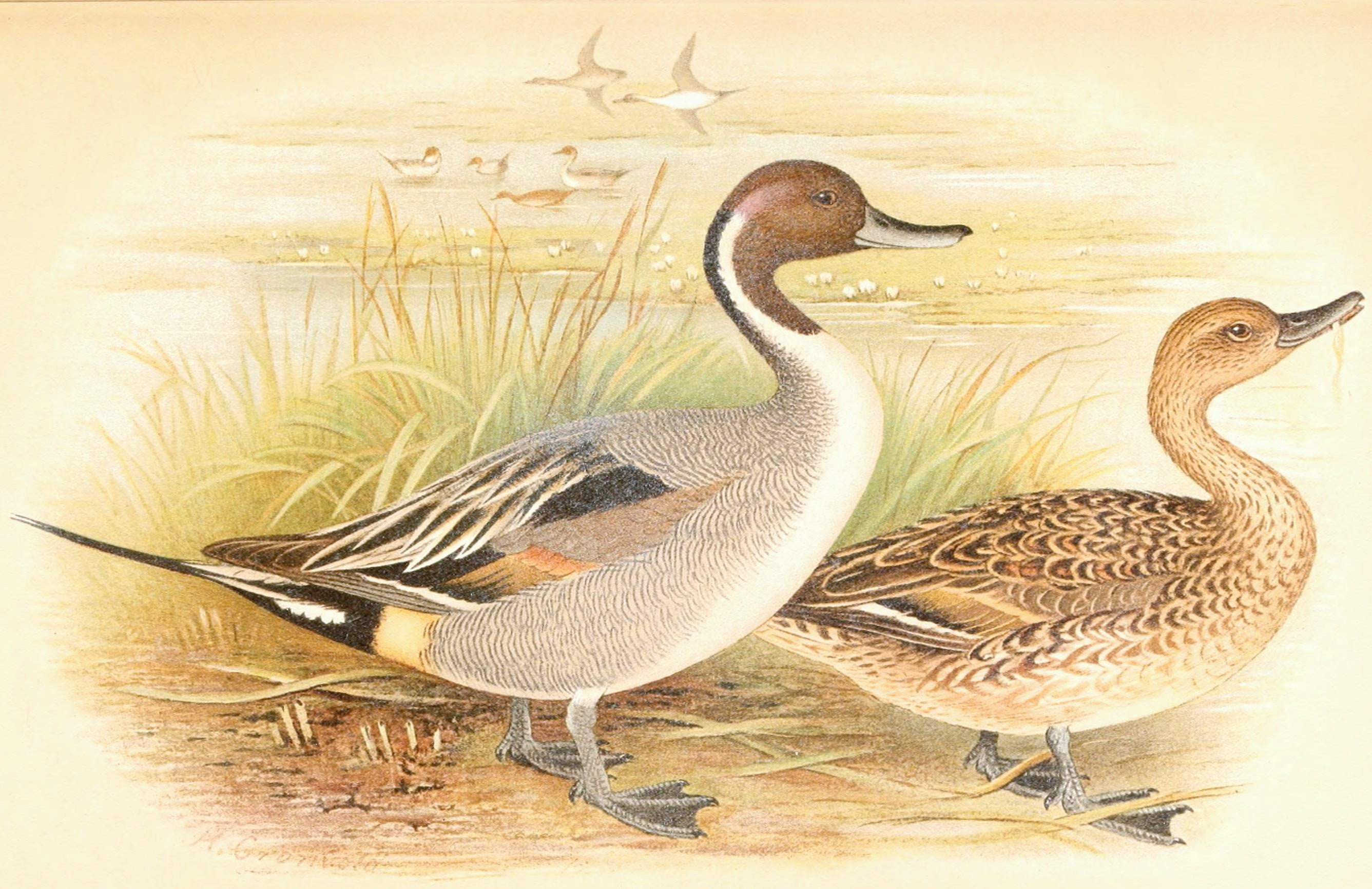
pijlstaart
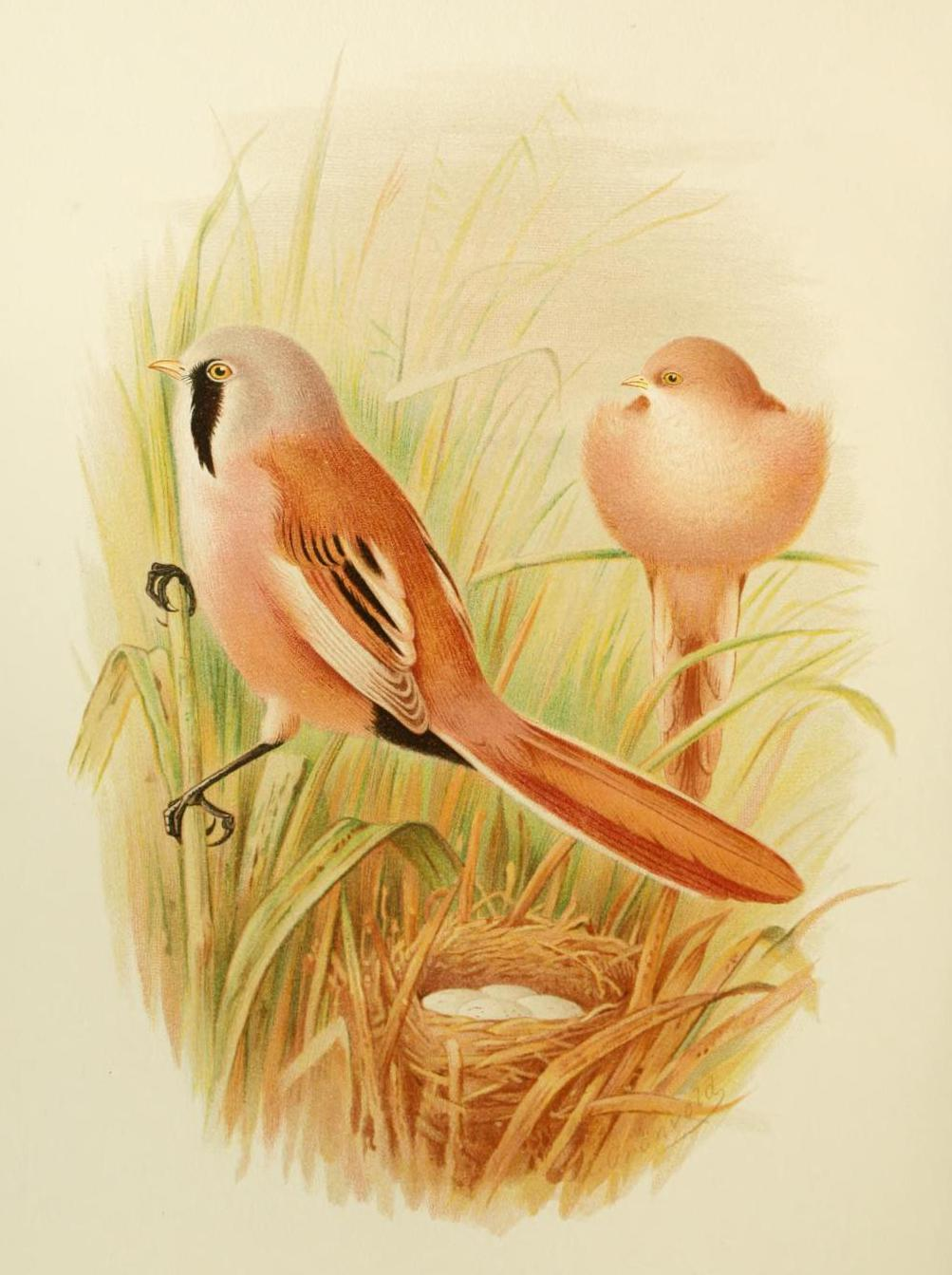
Baardman
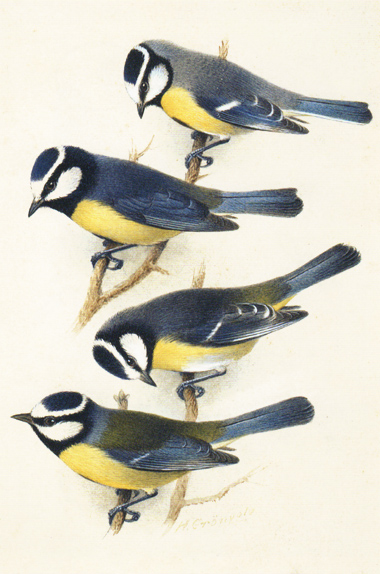
Afrikaanse pimpelmees op de Canarische Eilanden
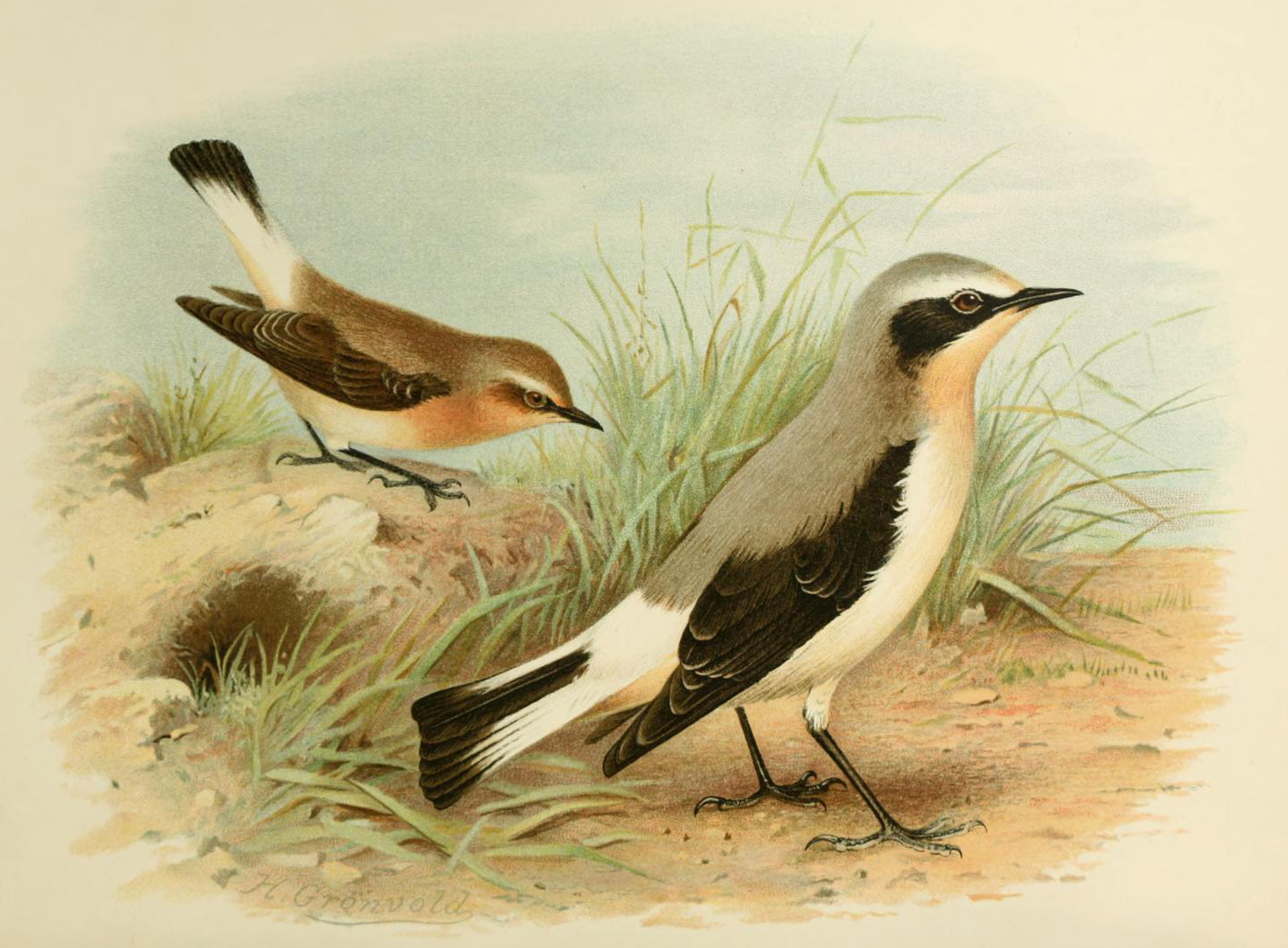
Tapuit
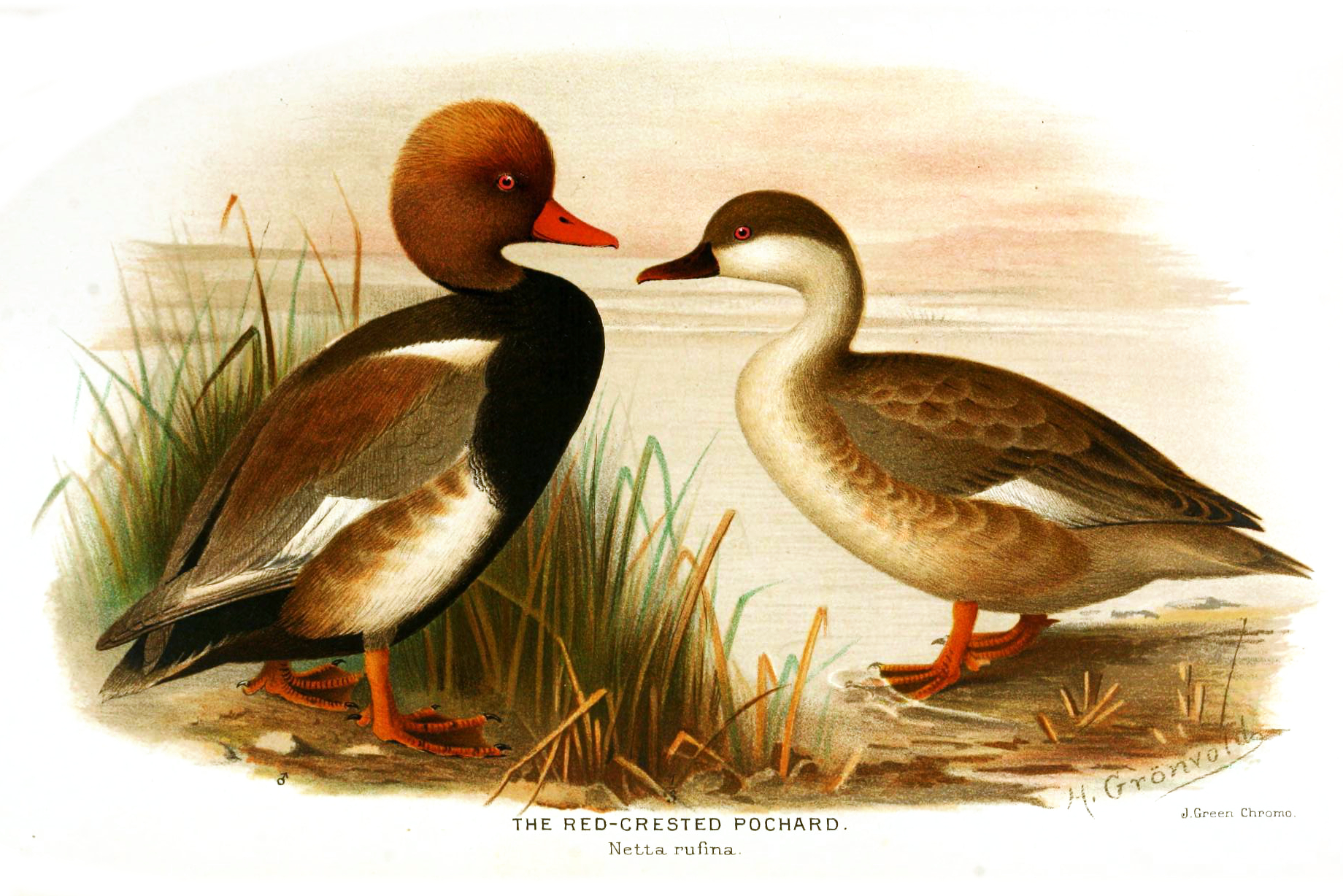
Krooneend

- CiNii: DA16097872
- Stuttgart Database of Scientific Illustrators 1450–1950: 1042
- Gemeinsame Normdatei: 1124470727
- International Standard Name Identifier: 0000 0000 8283 1721
- Library of Congress Control Number: nr2004024238
- Nationale bibliotheek van Australië: 36570863
- Nederlandse Thesaurus van Auteursnamen: 270176454
- LIBRIS: 346029
- Système universitaire de documentation: 152344500
- Museum of New Zealand Te Papa Tongarewa: 45112
- Union List of Artist Names: 500023963
- Virtual International Authority File: 94927634
- WorldCat: E39PBJwxHMdkHkpMGtgRvJM9Dq